# 묘코시
묘코시(일본어: 妙高市)는 일본 니가타현에 있는 시이다. 2005년 4월 1일에 아라이시가 묘코코겐정 및 묘코촌을 편입해 묘코시가 되었다.

## 개요
아라이 시가지는 상점과 공장이 집중되어 있다. 주변부에는 낮은 산과 농지가 퍼져 있고 주로 벼농사를 하고 있다. 상품 작물로는 오지카 지구의 담배 재배가 유명했지만 현재는 재배되지 않는다. 묘코산 주변 지역은 조신에쓰 고원 국립공원에 포함된다. 마다라오산 주변과 함께 온천과 스키장 등 자연이 풍부한 관광 자원을 가진다.

## 지리
니가타현 남서부에 위치하며 나가노현과 접한다. 면적은 445.52km2로 니가타현 전체 면적의 약 3.5%에 해당한다.

### 기후
여름에는 일조가 길고 강수량은 감소하며, 겨울에는 강설이 증가하는 전형적인 동해측 기후로 사계절 차이가 뚜렷하다. 쾨펜의 기후 구분으로는 온난 습윤 기후(Cfa)에 속한다. 일본 유수의 폭설 지대를 포함하기 때문에 폭설지대 대책 특별조치법에 의한 특별폭설지대로 지정되어 있다. 구 아라이 시가지를 중심으로 한 평야부는 비교적 온난하지만, 구 묘코촌, 묘코코엔정 등 산간부는 약간 냉량한 기후이다. 기온을 대상 요소로 포함하는 일본 기상청의 관측 지점은 해발 350m와 산간부에 위치한 관산에 있다. 쓰바메 온천 등 해발 1,000m 안팎의 지역에서는 날씨가 더욱 서늘해져 아한대 습윤 기후(Dfa, Dfb)에 가까워 겨울철 추위도 심하다. 그래서 같은 묘코시라도 장소에 따라 큰 차이가 있다.
봄에는 강수량이 감소하여 좋은 날씨를 보이는 날이 많다. 여름은 더운 날이 많지만 산지에서 최고 기온 35℃ 이상의 폭염일을 기록한 것은 1984년, 1990년, 1994년, 2023년 등 손에 꼽는다. 그러나 평야부에서는 2006년부터 2016년에 걸쳐 폭염일을 기록하지 않은 해는 2009년과 2016년 두 해 뿐인 등 더위는 지역에 따라 차이가 크다. 가을에는 강수량이 늘어나 일조가 짧아지기는 하지만 푄 현상의 영향으로 고온을 기록하기도 한다. 겨울 강설량은 많고, 시내 전역에서 적설이 나타난다. 세키야마에서는 한파를 기록하기도 하지만 흐린 날씨가 많아 방사냉각이 발생하기 어렵기 때문에 이른 아침에 심한 냉각을 볼 수 있는 날은 적다. 최저 기온이 영하 5℃를 밑도는 날도 많지 않고, 산지에서 영하 10℃ 이하의 기록은 2번뿐이다.
일조시간은 평년값으로 1430.5시간으로 결코 길다고는 할 수 없다. 1988년 또는 1991년처럼 연간 합계가 1000시간에 미치지 못한 해도 있어 2010년까지는 대체로 1500시간 이하로 추이하고 있었다. 하지만 2011년 이후에는 1600시간이 넘는 해가 눈에 띄는 등 해에 따른 변동이 크다.
| 묘코시 세키야마의 기후                                       | 묘코시 세키야마의 기후 | 묘코시 세키야마의 기후 | 묘코시 세키야마의 기후 | 묘코시 세키야마의 기후 | 묘코시 세키야마의 기후 | 묘코시 세키야마의 기후 | 묘코시 세키야마의 기후 | 묘코시 세키야마의 기후 | 묘코시 세키야마의 기후 | 묘코시 세키야마의 기후 | 묘코시 세키야마의 기후 | 묘코시 세키야마의 기후 | 묘코시 세키야마의 기후 |
| 월                                                           | 1월                    | 2월                    | 3월                    | 4월                    | 5월                    | 6월                    | 7월                    | 8월                    | 9월                    | 10월                   | 11월                   | 12월                   | 연간                   |
| ------------------------------------------------------------ | ---------------------- | ---------------------- | ---------------------- | ---------------------- | ---------------------- | ---------------------- | ---------------------- | ---------------------- | ---------------------- | ---------------------- | ---------------------- | ---------------------- | ---------------------- |
| 역대 최고 기온 °C (°F)                                       | 15.2 (59.4)            | 17.8 (64.0)            | 22.1 (71.8)            | 29.6 (85.3)            | 30.2 (86.4)            | 32.2 (90.0)            | 34.1 (93.4)            | 35.5 (95.9)            | 34.3 (93.7)            | 30.1 (86.2)            | 24.4 (75.9)            | 22.8 (73.0)            | 35.5 (95.9)            |
| 일평균 최고 기온 °C (°F)                                     | 3.3 (37.9)             | 3.9 (39.0)             | 7.8 (46.0)             | 15.0 (59.0)            | 20.7 (69.3)            | 23.4 (74.1)            | 27.1 (80.8)            | 28.6 (83.5)            | 24.6 (76.3)            | 18.8 (65.8)            | 12.9 (55.2)            | 6.6 (43.9)             | 16.1 (60.9)            |
| 일일 평균 기온 °C (°F)                                       | 0.0 (32.0)             | 0.3 (32.5)             | 3.4 (38.1)             | 9.8 (49.6)             | 15.6 (60.1)            | 19.3 (66.7)            | 23.2 (73.8)            | 24.4 (75.9)            | 20.3 (68.5)            | 14.5 (58.1)            | 8.5 (47.3)             | 2.9 (37.2)             | 11.9 (53.3)            |
| 일평균 최저 기온 °C (°F)                                     | −2.7 (27.1)            | −3.0 (26.6)            | −0.3 (31.5)            | 5.0 (41.0)             | 11.0 (51.8)            | 15.7 (60.3)            | 20.1 (68.2)            | 21.1 (70.0)            | 16.9 (62.4)            | 10.9 (51.6)            | 4.9 (40.8)             | −0.1 (31.8)            | 8.3 (46.9)             |
| 역대 최저 기온 °C (°F)                                       | −10.5 (13.1)           | −10.0 (14.0)           | −7.9 (17.8)            | −5.1 (22.8)            | 1.1 (34.0)             | 7.8 (46.0)             | 12.5 (54.5)            | 12.8 (55.0)            | 7.0 (44.6)             | 1.7 (35.1)             | −2.9 (26.8)            | −7.1 (19.2)            | −10.5 (13.1)           |
| 평균 강수량 mm (인치)                                        | 284.2 (11.19)          | 178.6 (7.03)           | 127.8 (5.03)           | 74.2 (2.92)            | 81.4 (3.20)            | 118.6 (4.67)           | 179.9 (7.08)           | 150.0 (5.91)           | 160.8 (6.33)           | 151.9 (5.98)           | 142.5 (5.61)           | 256.6 (10.10)          | 1,924.4 (75.76)        |
| 평균 강설량 cm (인치)                                        | 385 (152)              | 291 (115)              | 159 (63)               | 18 (7.1)               | 0 (0)                  | 0 (0)                  | 0 (0)                  | 0 (0)                  | 0 (0)                  | 0 (0)                  | 12 (4.7)               | 220 (87)               | 1,061 (418)            |
| 평균 강수일수 (≥ 1.0 mm)                                     | 22.4                   | 18.2                   | 17.6                   | 11.6                   | 10.8                   | 12.4                   | 14.9                   | 12.5                   | 13.0                   | 13.0                   | 15.2                   | 19.7                   | 181.3                  |
| 평균 강설일수 (≥ 3 cm)                                       | 20.1                   | 16.0                   | 13.4                   | 2.6                    | 0.1                    | 0                      | 0                      | 0                      | 0                      | 0                      | 0.8                    | 11.7                   | 64.7                   |
| 평균 월간 일조시간                                           | 58.1                   | 76.5                   | 110.4                  | 163.4                  | 192.3                  | 131.1                  | 122.1                  | 161.0                  | 114.5                  | 119.2                  | 102.2                  | 71.0                   | 1,430.5                |
| 출처: 일본 기상청 (평년값: 1991년~2020년, 극값: 1978년~현재) |                        |                        |                        |                        |                        |                        |                        |                        |                        |                        |                        |                        |                        |

### 인접한 자치체
- 니가타현
  - 조에쓰시
  - 이토이가와시

- 나가노현
  - 기타아즈미군 오타리촌
  - 나가노시
  - 가미미노치군 시나노정
  - 이야마시

## 역사
세키야마 신사와 보장원이 건립되었고 묘코야마를 모시는 세키야마 신사에는 미나모토노 요시나카, 우에스기 겐신이 참배했다.
- 1946년 12월 19일 - 시로타기리강이 범람하여 신에쓰 본선 노반이 유실되었다. 우에노역에서 출발한 가나자와행 야간열차인 기관차 2량, 객차 4량 편성이 구간을 지나가다가 탈선되어 전복되었다. 기관사 등 승무원 4명을 포함한 13명이 사망, 80명이 중경상을 입었다.
- 1954년 - 아라이정, 야시로촌, 히다촌, 도리사카촌, 이즈미촌, 히라마루촌, 미나카미촌, 가미고촌 및 와다촌의 일부가 합병해 아라이시(新井市)가 되었다.
- 1955년 - 나카쿠비키군 세키야마촌, 오시카촌, 도요아시촌 및 하라도리촌의 일부가 합병해 묘코촌이 되었다.
- 1956년 - 나카쿠비키군 묘코코겐정이 탄생하였다.
- 1978년 5월 18일 - 묘코산 동사면에서 대규모 산사태가 발생해 밀려나온 흙덩이가 토석류가 되어 시로타기리강을 흘러 신아카쿠라 온천에 도달하였다. 여관과 별장 등 가옥이 파손되었고 사망자와 실종자 10명이 발생하였다.
- 2005년 4월 1일 - 아라이시에 나카쿠비키군 묘코코겐정 및 묘코촌이 편입되어 "묘코시"로 개칭하였다. 기존의 시가 주변 정촌을 편입하여 시명을 개칭한 사례는 헤이세이 대합병에서는 그 밖에 이바라키현 미즈카이도시가 조소시로 개칭한 것이 있다.

## 교통

### 도로
- 고속도로
  - 조신에쓰 자동차도
- 일반 국도
  - 국도 18호선: 다카사키~조에쓰

### 철도
- 에치고토키메키 철도 묘코 하네우마 라인(나가노, 니가타 방면)

## 인구
| 연도 | 인구   | ±%     |
| ---- | ------ | ------ |
| 1960 | 49,859 | —      |
| 1970 | 44,158 | −11.4% |
| 1980 | 41,980 | −4.9%  |
| 1990 | 41,072 | −2.2%  |
| 2000 | 39,699 | −3.3%  |
| 2010 | 35,457 | −10.7% |